# تاكايوشي شيكيدا
تاكايوشي شيكيدَ (باليابانية: 式田 高義) (مواليد 25 نوفمبر 1977)، هو لاعب كرة قدم ياباني سابق كان يلعب كلاعب وسط.

## وصلات خارجية
- تاكايوشي شيكيدا على موقع رابطة كرة القدم اليابانية للمحترفين (اليابانية)
- تاكايوشي شيكيدا على موقع عالم كرة القدم.نت (الإنجليزية)